# Phytocerum distinguendum
Phytocerum distinguendum är en skalbaggsart som först beskrevs av Soares och Peracchi 1964.  Phytocerum distinguendum ingår i släktet Phytocerum och familjen Cerophytidae. Inga underarter finns listade i Catalogue of Life.